# 박연주
박연주(1972년 ~ )는 대한민국의 그래픽 디자이너이다. 서울시 마포구에 위치한 개인 디자인 스튜디오를 운영하고 있으며 타이포그래피, 북디자인, 출판 분야에서 주목 받는 그래픽 결과물 다수를 제작한 디자이너이다. 헤적프레스(Hezuk Press)라는 출판사를 세워 출판 활동을 하고 있으며 여러 대학에서 디자인을 가르치고 있다. AGI(Alliance Graphique Internationale)와 FDSC(Feminist designer social club)의 회원이다.

## 생애

### 1995~2003
박연주는 1972년 서울에서 태어나 홍익대학교에 입학하여 시각디자인을 공부하고 1995년 졸업했다. 졸업한 1995년부터 2003년까지 8년 동안 디자인 에이전시 I&I에서 일하면서 인쇄 매체를 포함한 다양한 디자인 작업을 했다. 퇴사 후 몇 개월간의 프리랜서 기간을 거치다가 2004년 영국으로 유학을 떠났다.

### 2004~2006
2004년 로열 칼리지 오브 아트(Royal College of Art, RCA) 커뮤니케이션 디자인(Communication Art and Design) 석사과정에 입학했다. 2005년 "Odd one out"이라는 작품을 제작했다. 이 작품은 사람들이 의식적 혹은 무의식적으로 무언가를 분류하고, 선택하고, 분석하는 행위에 대해 탐구하는 작업으로서 박연주가 직접 출제한 문제들로 구성된 시험지를 무작위로 사람들에게 나눠준 후 이를 수거하여 책으로 만든 작품이었다. 2006년 《The Future of Higher Education》이라는 작업으로 석사학위를 받았다. RCA의 입학 지원서에 쓰여 있던 질문 항목과 단어들에서 출발해서 문서의 표면 아래 얽힌 사회 구조를 탐험하는 작업이다.

### 2007~현재
2007년부터 서울에서 개인 스튜디오를 시작했다. 문화 예술 영역을 중심으로 디자인 작업을 하면서 건국대학교, 경원대학교, 국민대학교, 서울시립대학교, 한국예술종합학교, 홍익대학교 등에서 학생들을 가르쳤다. 2009년에 헤적프레스(Hezuk Press)를 설립하여 디자인과 출판 활동을 병행하고 있다. 2020년 대한출판문화협회의 '한국에서 가장 아름다운 책' 공모전에 심사위원으로 참여했다.

## 작업세계
박연주는 언어, 타이포그래피, 북디자인에 공통적으로 작용하는 개념인 구조(Structure), 배열(Arrangement), 순서(Sequence) 등에 관심을 두고 작업한다. 즉, 언어, 타이포그래피, 북디자인을 구조, 배열, 순서라는 개념으로 관통시켜 바라보는 것이다. 관념적인 언어보다는 현실과 일상에 맞닿은 언어, 부조리와 유머에도 관심이 있다. "말장난 같은 것들이나 언어적인 시도들을 좋아하는 편이에요. 의미와 기호 사이에서 그것들을 재밌게 가지고 노는 것을 단서 삼아 타이포그래피 작업을 시작해요."라고 말했다. <GRAPHIC> 43호에서는"인쇄물을 디자인하는 것은 구조를 만드는 일이다. 구조를 만든다는 것은 구성 요소들 사이의 관계를 설정하는 일이고, 하나의 간단한 인쇄물 안에도 수많은 관계 설정이 필요하다."라고 말한 바 있다.

## 주요작품

### 양심, 2008, '삶과 타이포그라피' 전시를 위한 작업
72포인트에서 400포인트 사이 크기의 '양심'이라는 단어를 연필로 그렸다가 지운 후 만들어진 지우개 똥을 복사해서 늘어놓은 포스터 작업이다. '양심'이라는 기표가 사라지고 물질로 환원된 것을 자신만이 알아볼 수 있는 새로운 이미지로 만들어 다시 크기별로 배열했다. 2015년 파리 장식미술관 한불수교 130주년 기념 특별전 <코리아 나우!>에 전시되었고, 전시 후 영구소장되었다. 
이에 대해 <코리아 나우!> 전시감독 아멜리 가스토는 "박연주는 '삶과 타이포그라피'라는 주제 아래 진행된 전시에서 자신이 제작한 일련의 포스터들을 소개한다. '양심'과 '영혼'이라는 글자를 연필로 쓰고, 그것을 다시 지우개로 지운 후 지우개의 찌꺼기들을 이미지로 남겨둔다. 사실 이 두 단어들은 보이지 않는 마음의 상태를 표현하지만 작가는 이같은 감각적 작업을 통하여 그것을 시각화하는 것을 알 수 있다"고 말했다.

### 《셰익스피어 전집》(2016)
2016년 문학과지성사에서 출판된 《셰익스피어 전집》은 국내에서 최초로 셰익스피어의 전 작품을 한 권으로 묶는 시도였다. 디자인을 맡은 박연주는 크고 두꺼워질 수밖에 없는 책의 성격을 디자인을 위한 조건으로 적극적으로 받아들였다. 판형은 가로 225mm, 세로 290mm로 통상적인 단행본보다 크게 잡았으며 본문 디자인은 《퍼스트 폴리오(First Folio)》형식을 참조하여 2단으로 구성했다. 미스테리한 반지로 알려진 '셰익스피어의 도장 반지'에서 영감을 받은 알파벳 이니셜에 엘리자베스 1세 시대의 의복을 모티프로 만든 패턴을 결합해 표지와 본문에 사용했다. 책머리와 책배에는 목차를 인쇄했고 본문을 2단으로 나눈 선은 책 밑과 표지의 수직선으로 연장되었다. 그해 '한국타이포그라피학회'가 선정한 '제1회 타이포그래피가 아름다운 책 2016'을 수상했다. 《셰익스피어 전집》은 2021 타이포잔치 거북이과 두루미 생명도서관 섹션에 전시되었다. 이유정(표지 글자), 이미연(본문)과 협업했다.

### 그래픽 시, 2017, 계간 <GRAPHIC> 10주년 기념호를 위한 작업
계간 <GRAPHIC>이라는(인터뷰 위주의 잡지) 잡지의 인터뷰 글에 등장하는 단어들을 고르고 재배열하여 시를 지은 작업이다. 2020년 월간 <디자인>에 '소장품전: 2010년 이후 한국의 디자인 프로젝트 30'에 선정되에 게재되었다. 김민정 기자는 이 작업에 대해 "박연주의 '그래픽 시'는 말 그대로 시다. 그래픽 디자이너가 발화의 주체가 되어 그래픽 디자인에 관해 말하는 시. 그래픽과 디자인으로 공유되는 경험을 운율있는 언어로 응축해 다양한 심상을 떠올리게 하는 시. 인쇄에 관해, 스몰 스튜디오와 뉴 스튜디오에 관해, 음반디자인과 북디자인에 관해 쓴 시다. 이 10편의 시를 한국의 디자인 뮤지엄에 전시해야 할 이유는 분명하다. '그래픽 시'는 지난 10년간 그래픽 디자인계의 동시대적 흔적, 그 자체다."라고 말했다.

### 머리말, 2017, 'W쇼' 전시를 위한 작업
박연주의 "머리말"은 전시 아이덴티티, 포스터와 벽면 그래픽으로 구성되었다. 김린은 이 작업에 대해 다음과 같이 설명했다. 
“포스터의 메시지는 "부드럽게 머리를 쓰자"라고 말하는데, 이는 '드', '화'라는 글자를 다른 글자체로 강조함으로써 "부드럽게"가 "드럽게"로도, "노화"가 "화"로도 읽히는 중의적 언어유희의 효과를 얻고 있다. 부드럽게 머리를 쓰거나, 부지런히 움직여 노화를 막는 행위는 흔히 여성에게 부여되는 의무적 명제인데 반해, 언어유희를 통해 여성에게 미덕으로 여겨지지 않는, 드[더]럽게 머리를 쓰거나, 화를 막는 등의 메시지로 변이를 일으킴으로써 언어의 동일성의 논리 안에 머무는 이분법적 대립 개념을 와해했다.”

### 좋은 삶, 2018, '서울미디어시티비엔날레 2018' 포스터
'좋은 삶'을 주제로 열린 2018년 서울미디어시티비엔날레를 위한 포스터 작업에서 박연주는 언어에 내재된 운율감을 시각적으로 잘 표현하는 한편 전시의 주제를 함축적으로 담았다. 이 포스터에는 전시 정보만 담긴 것이 아니라 전시와 직접적인 관련이 없어 보이는 키워드들이 함께 등장하는데, 이러한 새로운 키워드들을 활용한 디자인은 박연주 측에서 제안한 것이다.

### 지구를 지켜라, 2019, 전주국제영화제 '100 Films 100 Poster'를 위한 작업
'지구를 지켜라'라는 영화 제목을 길게 늘여 쓰면서 그 사이에 영화와 관련된 의성어, 의태어를 끼워 넣은 작업이다. 이 작업에서 박연주는 "포스터의 필수 요소인 제목을 해방시키고 싶었다. 제목이 곧 내용이자 영화의 분위기인 포스터 작업이다."라고 말한 바 있다.

### 《자소상 / 트랙터》, 2020, 헤적프레스
《자소상 / 트랙터》는 박연주가 기획, 편집, 디자인하고 출판한 책이다. 두 개의 전시를 한 권의 책으로 묶기 위해 책의 물리적 구조를 탐구했다. 지면 위의 레이아웃을 다루는 것에 머무르지 않고 접고 펼치는 책의 구조까지 침투하려는 박연주의 적극적인 해석과 아이디어가 돋보인다. 작가의 작품집이 가볍고 매끈하며 경쾌한 호흡으로 완성되어있다. 2021년 한국에서 가장 아름다운 책을 수상하였다. 2021년 '한국에서 가장 아름다운 책' 심사위원 정재완 영남대학교 시각디자인과 교수는 박연주가 디자인한 《자소상 / 트랙터》의 심사평으로 편집과 디자인은 물론이거니와 종이의 선택, 인쇄와 제본의 완성도 등을 보면 책에 들인 섬세한 공을 충분히 짐작할 수 있다고 적었다.

## 헤적프레스

### 소개
헤적프레스(Hezuk Press)는 그래픽 디자이너 박연주와 사진작가 정희승이 함께 만든 소규모 출판사다. 2009년 박연주가 설립했고, 2014년부터 정희승이 합류해 활동하고 있다. 편집자로는 전유니가 함께하고 있다. 헤적프레스라는 이름은 박연주가 출판 등록을 생각할 무렵 갑자기 떠오른 '해적'이라는 단어가 느낌이 너무 센 듯해 모음 하나를 바꾼 것이다. '해적'을 '헤적'으로 바꾸면서 '무엇을 찾으려고 자꾸 들추거나 파서 헤치다'라는 의미를 갖게 되었다.

### 전개과정
헤적프레스의 첫 공식 출판물은 정경자의 작품집이다. 총 2권으로 구성된 이 책은 각 페이지의 높이가 균일하게 제본되지 않고 같은 크기의 페이지가 한 장은 제자리보다 위로, 그 뒤 한 장은 제자리보다 아래로 불규칙하게 배치됐다. 박연주와 정희승이 함께 동의한 작가에 한해 출판하는 것을 원칙으로 하여 기획하고, 모든 출판물은 박연주가 디자인한다. 이들은 평면성과 밀접하게 연관된 자신들의 매체, 즉 사진과 그래픽 디자인을 기반으로 출판 협업을 실험한다. 그리고 이를 통해 예술의 전 영역이 책 또는 인쇄물과 만났을 때 만들어질 수 있는 실험적이고 흥미로운 접점을 찾아 나아간다.

### <Float>시리즈, 포스터 시리즈
2014년부터는 미술 씬에서 유의미하면서도 장기적으로 이어지는 출판물인 <Float> 시리즈를 기획했다.  약 3개월마다 한 명의 작가를 초대해 동일한 지면을 제공하는 방식으로, 인쇄물 형식은 A4 판형, 16페이지(전지 한 장을 4번 자르면 A4 16장으로 나뉜다)로 중철제본이다. 초대된 작가는 장종완, 이수인, 후니다 킴 그리고 로와정 등으로 초대받은 작가는 자신의 작품세계를 16페이지 안에 투영시켜야 한다. '작품 발표'의 공간이 일차적으로 종이 위에서 이뤄지는 것이고, 역으로 이 인쇄물을 기반으로 관련 행사가 만들어지는 것이다. 포스터 시리즈는 <Float>에서 파생된, 정희승과 박연주의 사진그래픽 '놀이'이다. <Float> 시리즈의 종이 물성만을 빌려와 포스터를 만든다. 

### '사진가-디자이너' 협업
박연주와 정희승은 2008년 처음 만났다. 박연주와 정희승의 협업에는 전시와 전시의 카탈로그가 중심이다. 정희승 작가의 전시 카탈로그 《Persona》(2008), 《The Triumph of Failure》(2010), 《Unphotographable》(2011), 《부적절한 은유들》(2013), 《Rose is a rose is a rose》(2016)를 제작했다. 정희승 작가의 전시 《Rose is a rose is a rose》에서는 박연주와 정희승이 함께 만든 출판물로 구성된 방이 있었으며, 《2020년 올해의 작가상》에서 정희승 작가 전시에 박연주가 쓴 '아트 시' 엽서를 전시했다. 디자인 저술가 전가경은 "둘의 협업은 사진책이라는 장르에 국한되지 않고 변방에 있었던 카탈로그를 협업의 모델로 발전시켰고, 이 협업의 진행은 국내에선 찾기 힘든 사진가-디자이너 간의 다차원적 협업 사례들을 낳았다."라고 말했다.

### 전시
《헛수고》는 팩토리2에서 열린 헤적프레스의 전시로 2020년 12월 15일부터 2021년 1월 10일까지 개최되었다. 전시는 정희승이 그간 위키피디아에서 수집한 새를 재촬영한 사진과 박연주가 신문 기사에서 발췌한 여러 사건과 상황을 타이포그래피 작업이 쌍을 이루어 있으며 박연주의 타이포그래피를 읊조리는 뮤지션 장기하의 목소리로 전시공간이 채워졌다.

### 헤적프레스 출판작업
- 《In Between Something and Nothing (vol. 1) inVisible/Suspended Landscape (vol. 2)》, 2012, 정경자, 헤적프레스
- Float 시리즈
  - Float 1 《나는 네 소리를 듣는다》, 2014, 장종완
  - Float 2 《The Polka-dot Garden》, 2014, 이수인
  - Float 3 《공간 작곡 Space Composition》, 2015, 후니다 킴
  - Float 4 《판타지가 없다는 환타지》, 2015, 로와정
  - Float5 《고자질하는 심장》, 2016, 심래정
  - Float 6 《누워있는 조각가의 시간》, 2017, 전명은
  - Float 7 《주고받는 모서리》, 2017, 오종
  - Float 8 《오후 6시 34분》, 2017, 이우성
  - Float 9 《일련의 구성》, 2018, 김경태
  - Float 10 《Cresendo: Dot, Dot, Dot, Dot》, 2018, 진달래 & 박우혁
  - Float 11 《녹취록》, 2019, 김영은
  - Float 12 《붉은 모서리 녹색 숲》, 2019, 전현선
- 《정井》, 2015, 강서경
- 《ROSE IS A ROSE IS A ROSE》, 2016, 정희승
- 《Converstions with Flowers of a Decade》, 2016, 이혜승
- 《Hyphen》, 2016, 이수진
- 《Hanged Man》,2016, 안진균
- 《동력, 말라붙다》, 2017, 허경(허요)
- 《Green Men》,2018, 박형지
- 《Slice》,2019, 안진균
- 《열쇠들》, 2019, 유소라
- 《기억은 뒷면과 앞면을 가지고 있다》, 2019, 정희승, 글 김성우
- 《w》,2019, kdk
- 《Night for Day》, 2020, 박진아
- 《Copier》, 2020, 정희승, 글 김현호
- 《주소록 (09-19) 윤윤최》, 2020, 최윤
- 《자소상 / 트랙터》, 2021, 최태훈

## 작업 목록

### 전시 참여작
- "Odd One Out", 2005, RCA
- "The Future of Higher Education", 2006, RCA
- "문자 메세지 통증", 2006, Hangeul Dada, Dart Gallery
- "It’s Hotel에서 훔친 아이디어", 2007
- "영혼을 잃지 않는 서울시민 되기", 2008, 서울디자인 나우, 2008 서울디자인올림픽
- "양심 (conscience)", 2008, 삶과 타이포그라피, cafe Hiut
- "안녕하세요. 만나서 반갑습", 2008, 상상想像
- "날 뜨다", 2009, 상상想像
- "Mr. Kim과 Mr. Lee의 모험", 2010, 잡지 '우물우물'
- "무제", 2010, 상상想像
- "무제", 2011, 타이포잔치2011
- "I love Seoul", 2016, AGI 2016 DDP
- "파리를 사랑하세요?", 2016, 훈민정음과 한글디자인
- "그래픽 시", 2017, 계간 '그래픽' 매거진 10주년 기념호
- 《터치타입》/《낫 더 타입》, 2017, 타이포잔치 2017 출판 프로젝트
- "머리말", 2017, W쇼
- "트렉터는 뜨락또르", 2018, 서울♥︎내일 만나요♥︎평양
- "좋은 삶", 2018, 서울미디어시티비엔날레 2018, 서울로미디어캔버스
- "그 머나먼", 2018, 시와타이포그래피 2018
- "지구를 지켜라", 2019, 100 films 100 posters, Jeonju International Film Festival
- "아트 시", 2020, 올해의 작가상 2020, 국립현대미술관
- "헛수고", 2020, Factory2
- "행운목", 2021, 정원만들기, 피크닉

### 의뢰받은 작업
- 《Close to you》, 2008, 전시 도록
- 《nowhere, now here》, 2009, 이안북스, 백미정 작품집
- 《Utopia/Blow-up》, 2009, 이안북스, 백승우 작품집
- 《The Triumph of Failure》, 2010, 전시 도록
- "Mr. Kim과 Mr. Lee의 모험", 2010, LIG아트센터, 정서영 퍼포먼스 포스터
- 《권혁수 생각전》, 2010, 아지북스
- "Platform 2010 Projected Image", 2010, 아트선재센터, 전시 아이덴티티, 홍보물
- 《Unphotographable》, 2011, 두산갤러리, 정희승 도록
- 《Into the Membrane》, 2011, 아라리오 갤러리, 박종빈 도록
- 《Versus》, 2011, 이안북스, 천경우 작품집
- 《RPG》, 2011, 갤러리2, 이동기 도록
- 《이안 매거진》 vol.7, 2011, 이안북스
- 《ka-talk archi-talk》, 2012, 갤러리2
- 《Blocks》, 2012, 이안북스, 박찬민 작품집
- 《이안 매거진》 vol.8, 2012, 이안북스
- 《부적절한 은유들》, 2013, 박건희 문화재단, 정희승 작품집
- 《New Generation-Sizak》, 2014, 한미사진미술관, 전시 도록
- "느낌의 공동체", 2014, 난지창작스튜디오, 전시 홍보물
- 《우연의 뿌리》, 2014, 일우재단, 정경자 작품집
- "Pillars", 2014, 아라리오 갤러리, 전시 홍보물, 도록
- 《클링조어의 마지막 여름》, 2015, 하이트 컬렉션, 전시 포스터, 도록
- 《Urbanscape; Surrounded by Space》, 2015, 일우재단, 박찬민 작품집
- 《셰익스피어 전집》, 2016, 문학과지성사
- "Twin Peaks", 2016, 하이트 컬렉션, 전시 포스터, 도록
- "모빌", 2017, 두산갤러리, 전시 포스터, 도록
- "그래픽 시", 2017, 계간 '그래픽' 매거진 10주년 기념호
- "Final Fantasy:, 2018, 하이트 컬렉션, 전시 포스터, 도록
- "외로운 사람, 힘든 사람, 슬픈 사람", 2018, 두산아트센터, 윤성호 공연 포스터
- "좋은 삶", 2018, '서울미디어시티비엔날레 2018’, 서울시립미술관, 전시 홍보물
- "옵세션 obsession", 2018, 아르코미술관, 전시 포스터
- "무명회의", 2019, DDP, 행사 포스터
- "머무르지 않는 사람의 노래", 2019, 교보아트스페이스, 안규철 전명은 전시 포스터
- "노인과 바다", 2019, 두산아트센터, 이자람 공연 포스터
- "두산아트센터 2020", 2020 두산아트센터, 연간프로그램북
- "몽중인-나는 춘향이 아니라,", 2020, 두산아트센터, 이승희 공연 포스터
- "스나크: 붙잡는 순간 사라지는 것들", 2021, 전시 포스터, 도록
- 《아이 엠 인디펜던트-주류를 넘어, 7인의 여성 독립영화 감독》, 2021, 프로파간다
- 《박상륭 전집》, 2021, 국수출판사
- "Glimpse", 2021, 서울시립미술관 SeMA 창고, 양승원 전시 포스터, 도록
- "두산아트센터 2021", 2021, 두산아트센터, 연간프로그램북
- "호 위에 선 A Pause on the Arc", 2021, 두산갤러리, 오종 전시 포스터, 도록

## 인용구
"말장난 같은 것들이나 언어적인 시도들을 좋아하는 편이에요. 의미와 기호 사이에서 그것들을 재밌게 가지고 노는 것을 단서 삼아 타이포그래피 작업을 시작해요." (survey2019, 2019)